# Costa Leste dos Estados Unidos

As definições da "Costa Leste" variam consoante as fontes. Os estados em azul escuro estão incluídos

A Costa Leste dos Estados Unidos, também conhecida como "Costa Atlântica", refere-se ao conjunto de estados mais orientais dos Estados Unidos, banhados pelo Oceano Atlântico. No entanto, o sentido popular dado à expressão "East Coast" é mais frequentemente aplicado apenas à metade norte da região.
Os estados conectados diretamente com a costa leste dos EUA são a Flórida, Geórgia, Carolina do Sul, Carolina do Norte, Virgínia, Delaware, Nova Jersey, Nova York, Massachusetts, Rhode Island,  Maryland e Maine.
Possui uma população de 118 milhões de pessoas.

## História colonial
As Treze Colônias originais da Grã-Bretanha na América do Norte ficavam ao longo da Costa Leste.
Dois estados adicionais dos EUA na Costa Leste não estavam entre as Treze Colônias originais: Maine tornou-se parte da Colônia Inglesa de Massachusetts em 1677 a Flórida foi mantida pelos britânicos desde o final da Guerra Franco-Indígena até 1781 e fez parte da Nova Espanha até 1821.
Na atual Flórida, o explorador espanhol Juan Ponce de León fez os primeiros registros textuais do estado durante sua viagem de 1513. O estado foi inicialmente nomeado em homenagem a Ponce de Ponce de León, que chamou a península de La Pascua Florida em reconhecimento à paisagem verdejante e porque era a época da Páscoa.
A Colônia de Delaware e as províncias de Nova Jersey, Nova York e Pensilvânia foram colonizadas pelos holandeses como Nova Holanda até serem cedidas aos britânicos em meados do século 17.  Até 1791, Vermont era uma nação independente como a República de Vermont.